# Baía de Arguim

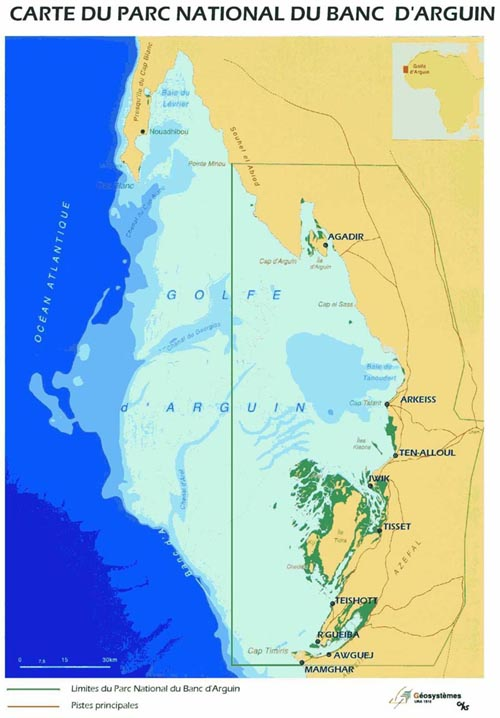
Mapa da baía de Arguim, mostrando os limites do Parque Nacional do Banco de Arguim.

A baía de Arguim, golfo de Arguim ou banco de Arguim é uma grande baía situada na costa da Mauritânia, delimitada a norte pelo cabo Branco e a sul pelo cabo Timiris. No seu interior situa-se o arquipélago do Golfo de Arguim, composto pelas ilhas de Arguim e Tidra e múltiplos ilhéus. A maior parte das suas águas, cerca de 12 000 km², faz parte do Parque Nacional do Banco de Arguim.
A baía de Arguim faz parte da costa ocidental africana descoberta durante a época dos descobrimentos portugueses.